# Csernyánszky Aladár
Kiscsernai Csernyánszky Aladár Gábor Antal (Nyitra, 1866. március 7. – 1947 után) ügyvéd, kúriai bíró.

## Élete
Szülei Csernyánszky Károly városi levéltárnok és Klempa Franciska (1823-1900) voltak. Testvére volt Csernyánszky Ida (1861-1943). Felesége Holényi Erzsébet volt. Fia ifj. Csernyánszky Aladár (1898). 
1875-től a Nyitrai Piarista Gimnáziumban tanult, egyetemi tanulmányait Budapesten végezte. 1891-ben ügyvédi oklevelet szerzett. 1887-1894 között Polónyi Géza ügyvédi irodájában dolgozott. 1895-ben állami szolgálatba lépett és Nagytapolcsányba nevezték ki albírónak. 1896-ban Nyitrán lett alügyész, 1900-ban vezető királyi ügyész Rózsahegyen, 1903-ban vezető királyi ügyész ismét Nyitrán, 1912-ben a pozsonyi királyi főügyészségnél főügyészhelyettes, 1916-ban pedig a budapesti királyi ügyészség vezetője lett. 1918-ban királyi kúriai bíróvá nevezték ki és 1920 végén nyugdíjba vonult, majd ügyvédi irodát nyitott. Mint ügyvéd jelentős magánjogi, főképp bűnvádi ügyekben tevékenykedett. 1925-ben gróf Nemes Jánost is képviselte.
A Magyar Mezőgazdák Szövetkezetének főügyésze, a Magyar Ügyvédek Nemzeti Egyesületének volt alelnöke, az Országos Kaszinó tagja, a Nyitravármegyei Egyesület elnöke, a Nyitramegyei Szövetség tagja, a Felvidéki Egyesületek Szövetsége alelnöke volt.

## Elismerései
- 1917 A II. osztályú polgári hadi érdemkereszt[7]

## Művei
Mint büntetőjogász több értekezést írt, különösen a bűnvádi perrendtartás életbelépte idején az alaki büntetőjog vitás kérdéseiről. Védőbeszéde a frankhamisítási perben is megjelent.

## Tov
- Gulyás Pál: Magyar írók élete és munkái. Budapest